# Monique Bauer-Lagier
Monique Bauer-Lagier (Meyrin, 1 december 1922 - Onex, 19 februari 2006) was een Zwitserse onderwijzeres, feministe en politica voor de Liberale Partij van Zwitserland (LPS/PLS) uit het kanton Genève.

## Biografie

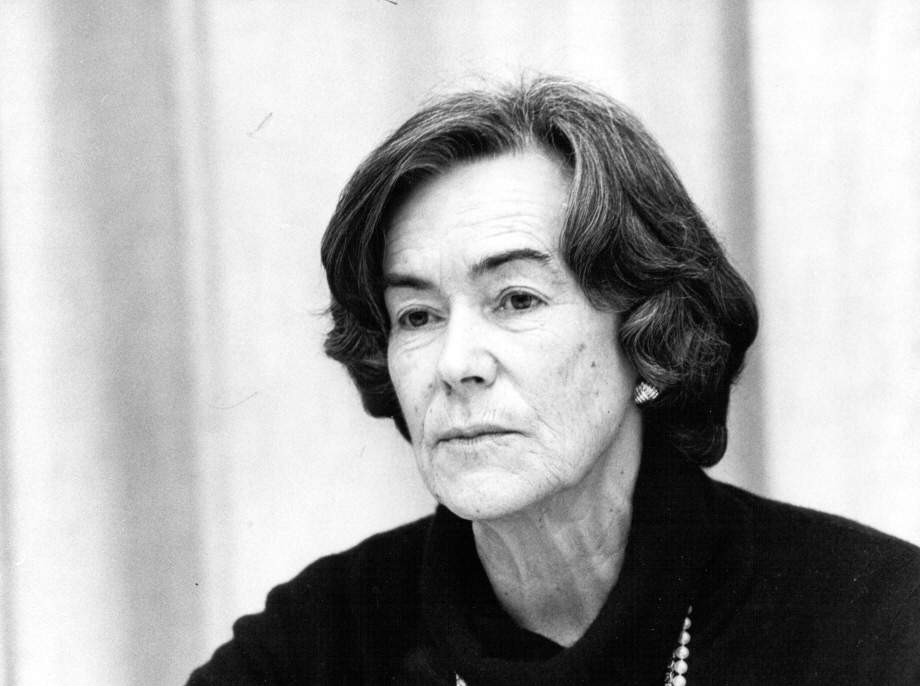
Monique Bauer-Lagier in 1988.

### Afkomst en opleiding
Monique Bauer-Lagier was een dochter van Jean en van Thérèse Lagier, die beiden leraar waren. Ze was gehuwd met Paul Bauer, een arts. Samen hadden ze drie kinderen. Na haar schooltijd behaalde ze een diploma aan het Institut des sciences de l'éducation in Genève.

### Carrière
Bauer-Lagier was vervolgens gedurende acht jaar onderwijzeres. Ze was lid van het centraal comité van haar partij. Van 1973 tot 1977 zetelde ze in de Grote Raad van Genève. zetelde ze van 1 december 1975 tot 25 november 1979 in de Nationale Raad. Na de federale parlementsverkiezingen van 1979 maakte ze de overstap naar de Kantonsraad, waar ze zetelde van 26 november 1979 tot 10 november 1987.
Als overtuigde feministe was ze lid van de federale commissies voor gelijke rechten van mannen en vrouwen en voor de hervorming van het huwelijksvermogensrecht. Ze nam het ook op voor de minderheden, de bescherming van het milieu, de globale economie en een meer actieve rol voor Zwitserland in de dialoog tussen oost en west. Ze was tevens voorzitster van de Assemblée parlementaire de la Francophonie en diverse andere organisaties.

## Trivia

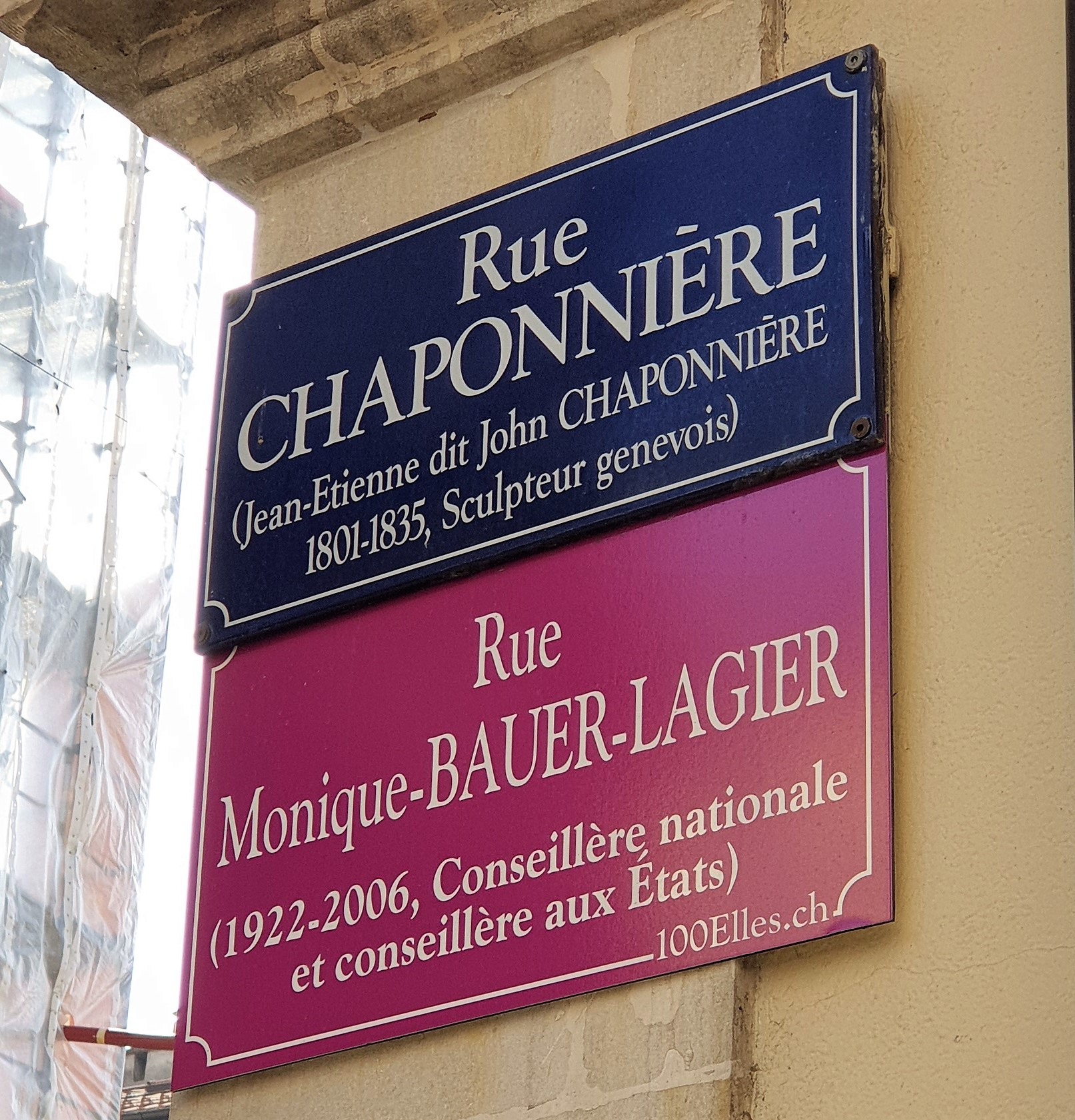
Alternatief straatnaambord van de actie 100Elles* in Genève, 2019.

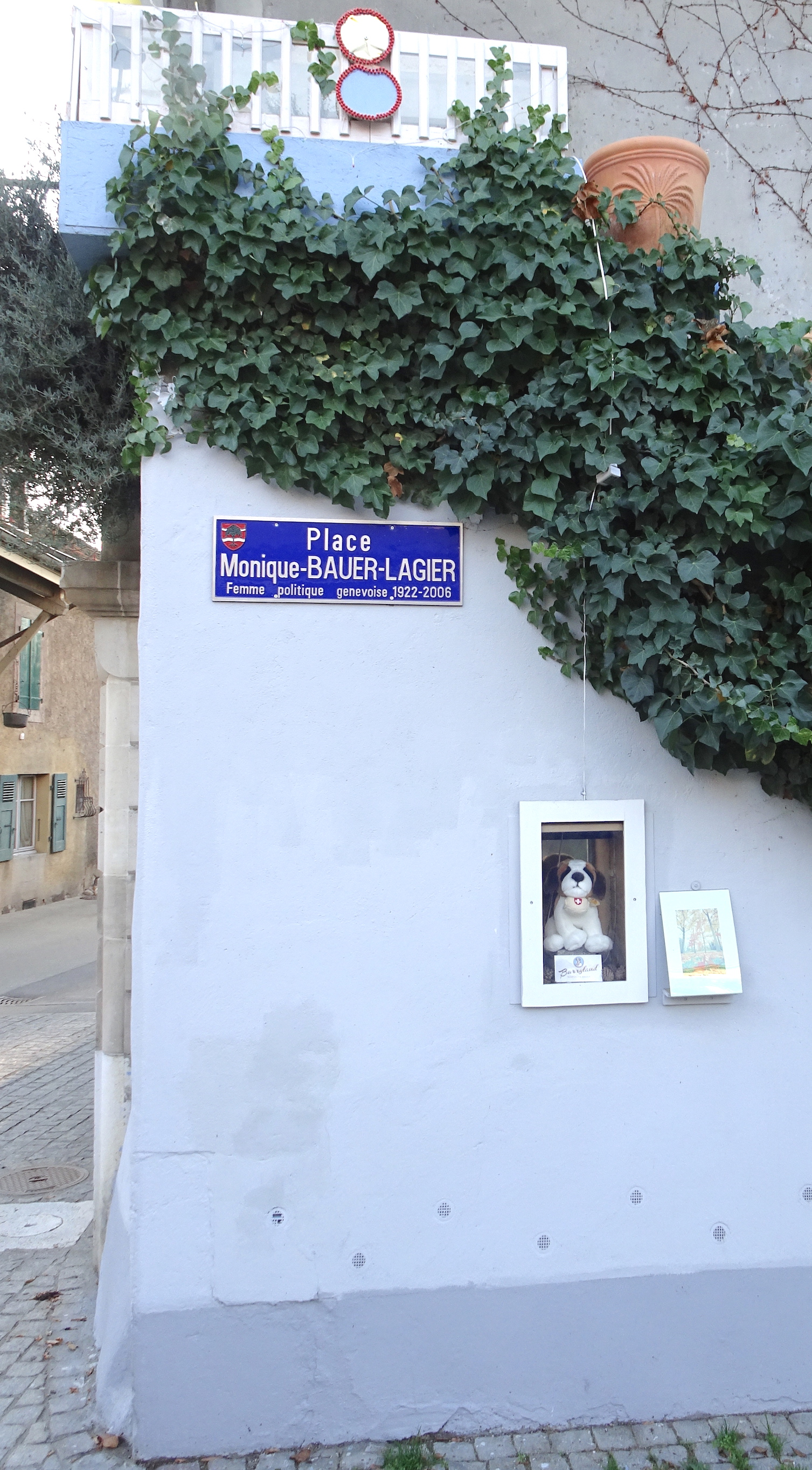
Straatnaambord van de Place Monique-Bauer-Lagier in Onex.

- In 2019 werd in Genève door de actie 100Elles* een alternatief straatnaambord opgericht ter ere van Monique Bauer-Lagier.
- In haar woonplaats Onex werd een plein naar haar vernoemd, de Place Monique-Bauer-Lagier.

## Werken
- (fr)  Une femme en politique: mémoires d'une conseillère aux États de Genève, Genève, Labor et Fides, 1996, 137 p., ISBN 978-2830908237.